# Camponotus lubbocki
Camponotus lubbocki är en myrart som beskrevs av Auguste-Henri Forel 1886. Camponotus lubbocki ingår i släktet hästmyror, och familjen myror.

## Underarter
Arten delas in i följande underarter:
- C. l. christoides
- C. l. lubbocki
- C. l. rectus

## Bildgalleri

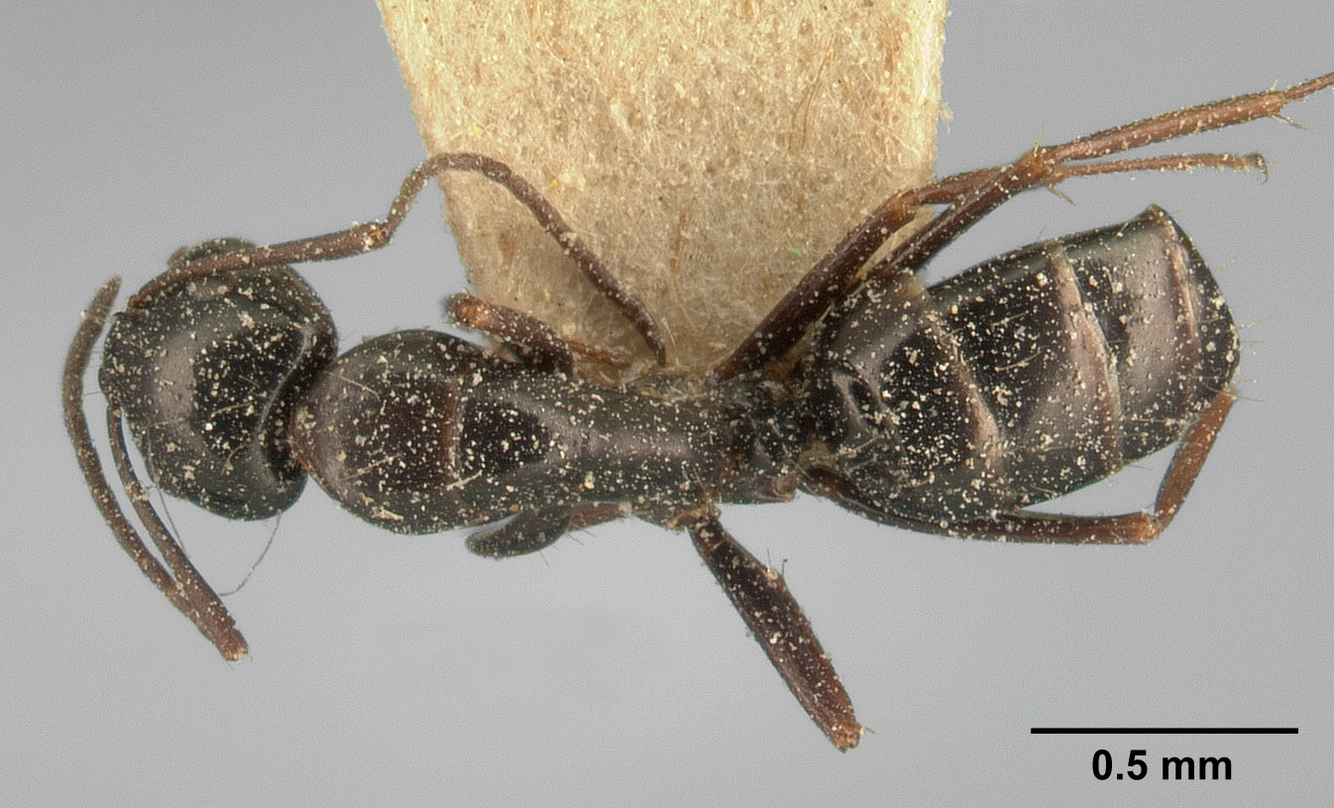
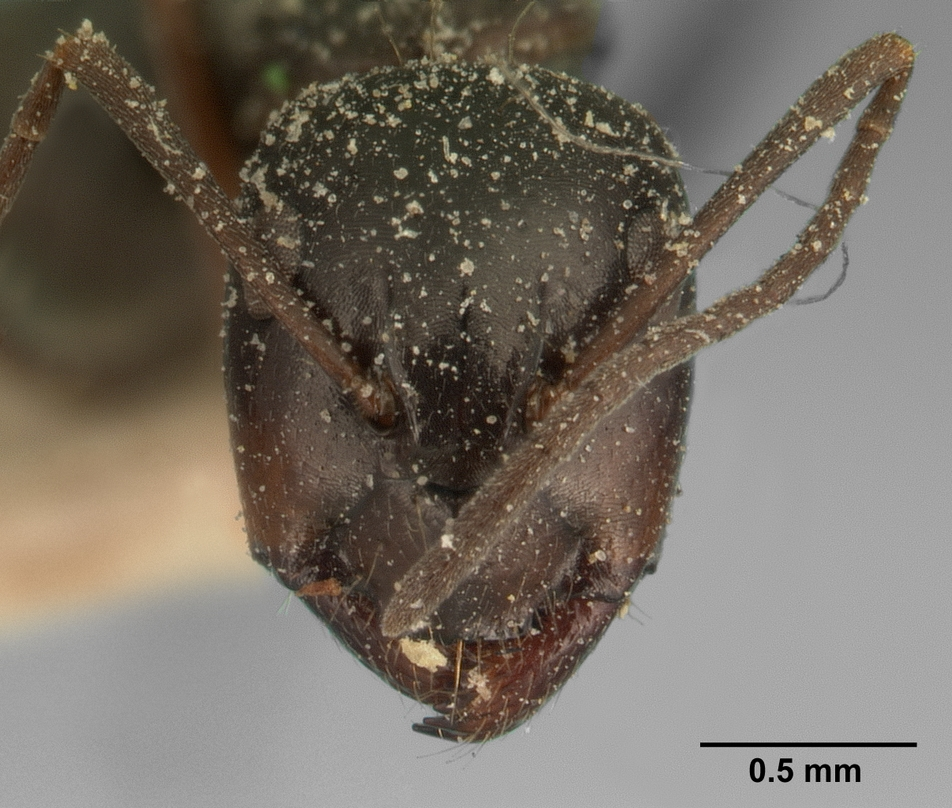
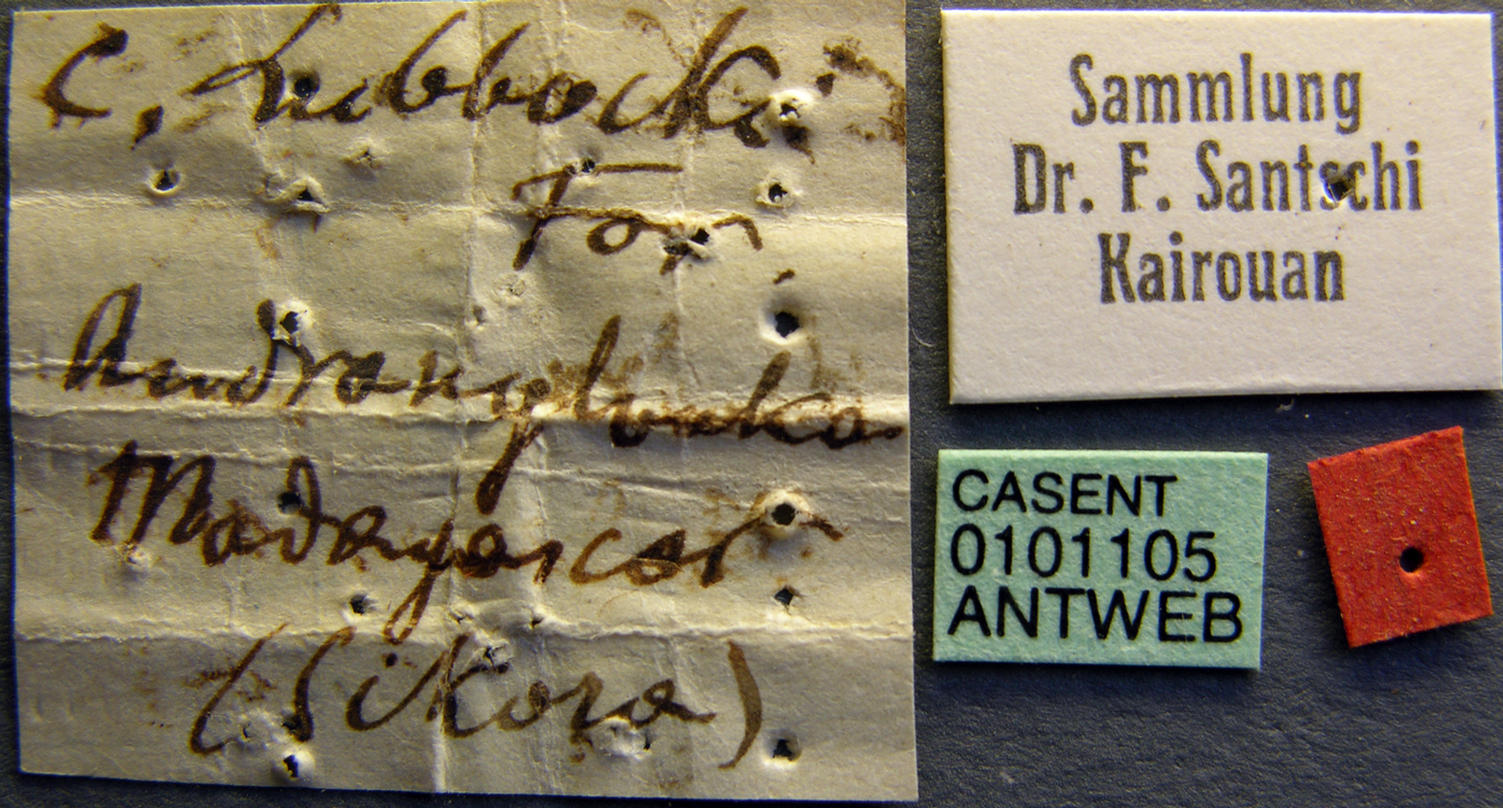
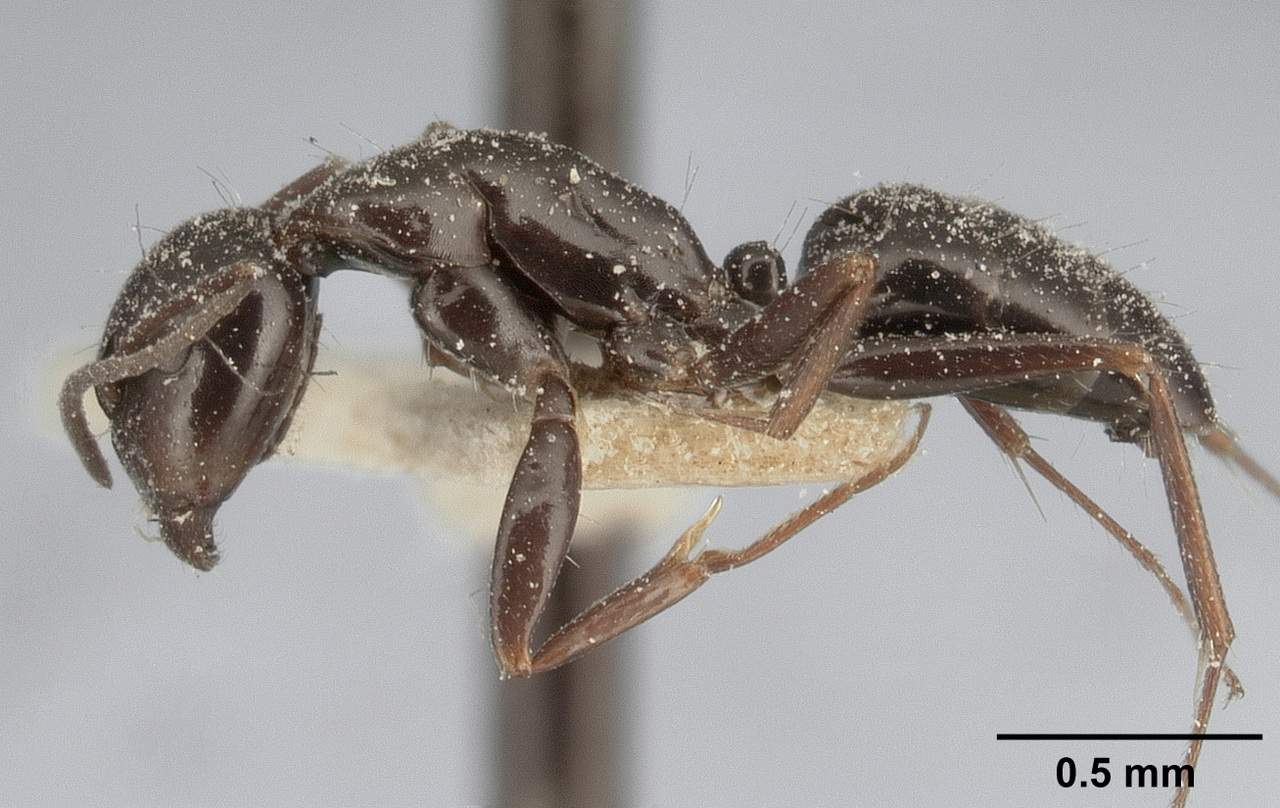
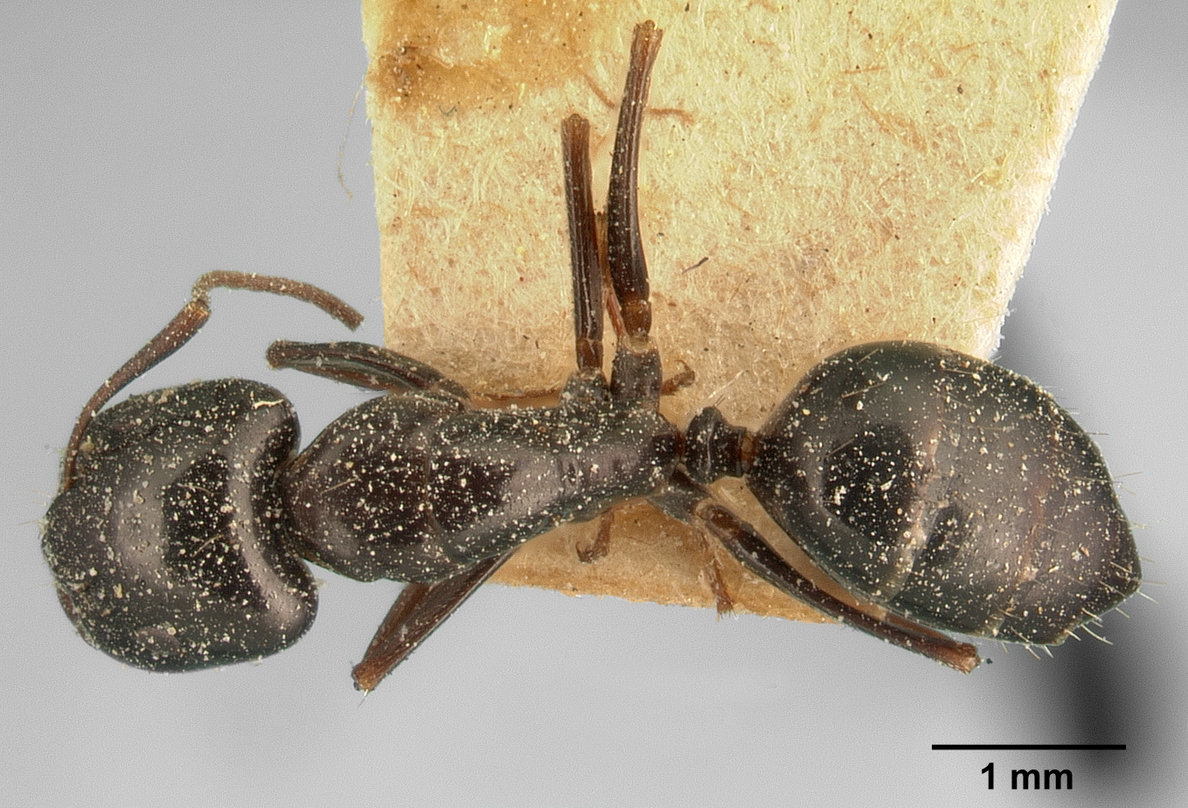
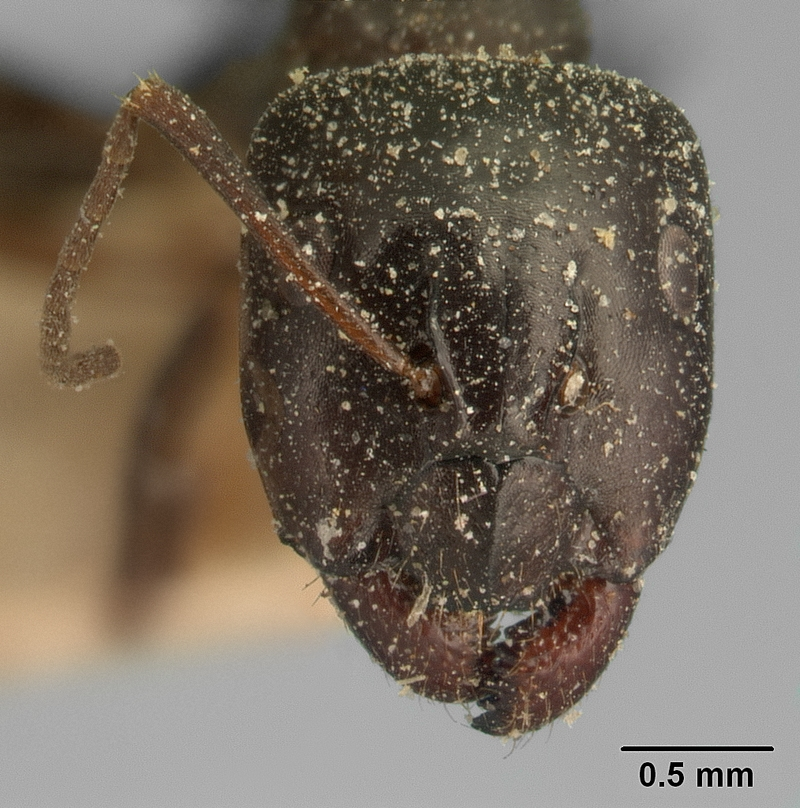